# Empis matilei
Empis matilei är en tvåvingeart som beskrevs av Christophe Daugeron och Charbonnel 2000. Empis matilei ingår i släktet Empis och familjen dansflugor.
Artens utbredningsområde är Italien. Inga underarter finns listade i Catalogue of Life.